# Fonderie Stempel
La société D. Stempel AG est une entreprise allemande de fonderie de caractères typographiques. Elle porte le nom de son créateur, David Stempel.

## Historique

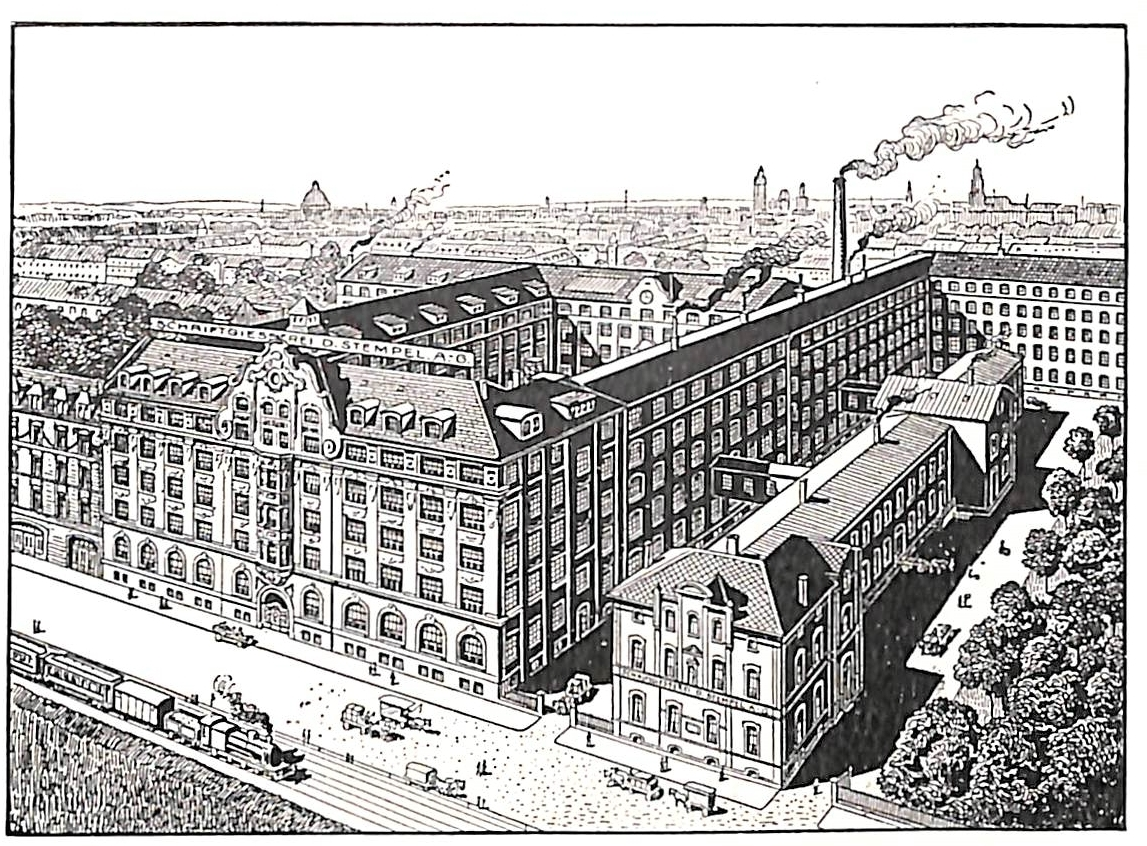
L'usine de la Schriftgießerei D. Stempel AG en 1913.

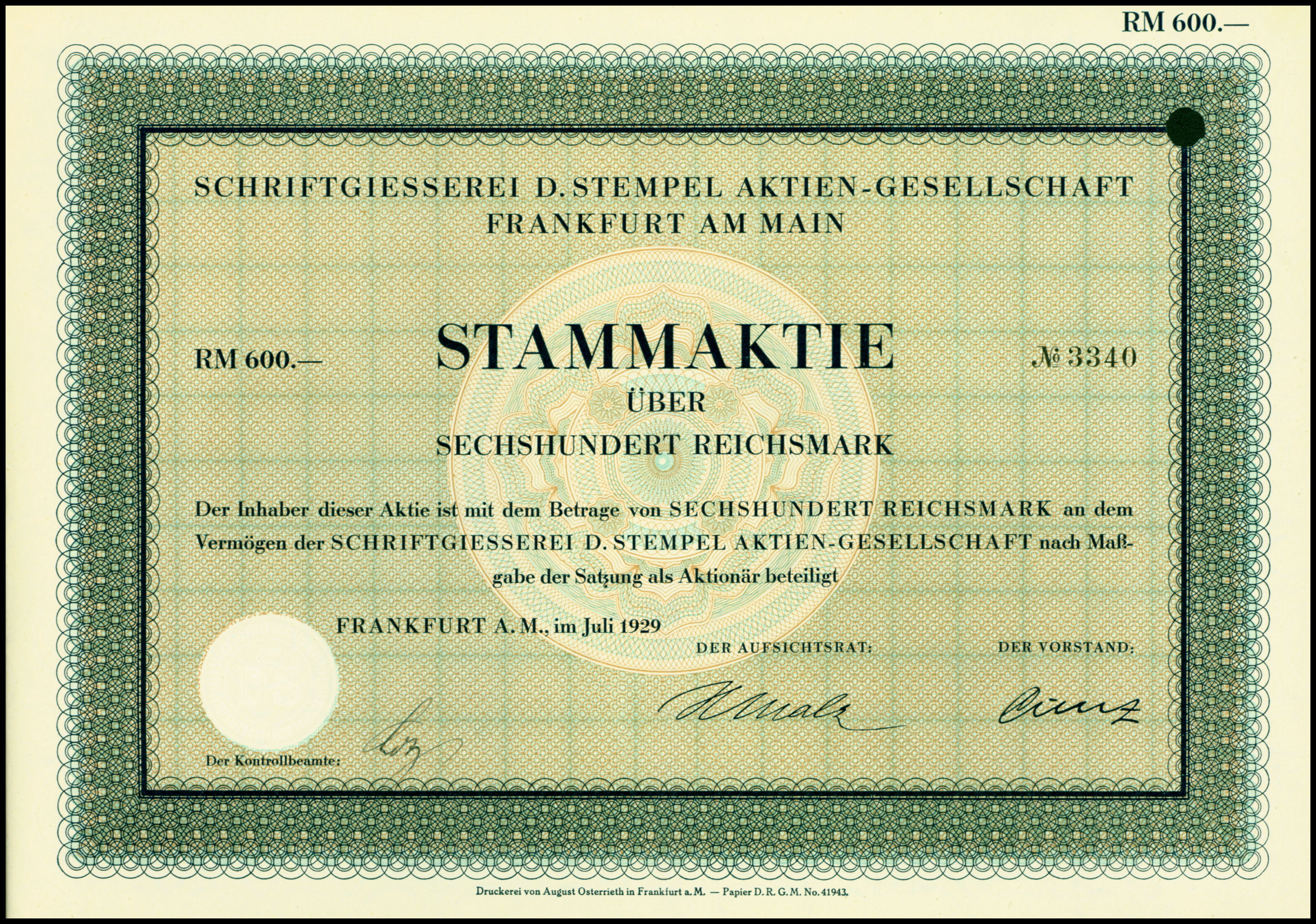
Action de la Schriftgiesserei D. Stempel AG en juillet 1929.

Le 15 janvier 1895, David Stempel (1869-1927) crée une société de fonderie typographique à Francfort-sur-le-Main. La fonderie Stempel fournit des matrices à la société Linotype, tout en continuant à fournir des polices traditionnelles en plomb.
En 1941, Linotype GmbH prend des participations majoritaires du fabricant Mergenthaler Setzmaschinenfabrik.
Les années 1950 voient les meilleures créations de Hermann Zapf : ce sont les polices Palatino et Gilgengart (1950), Virtuosa et Melior 1952, la ronde Saphir 1953 et Klassiker Optima (1958).
En 1954, Stempel AG, avec son rachat par Berthold AG, travaille de nouveau avec la Fonderie Haas, contrôlée également par Berthold (David Stempel avait été employé de la maison Haas en 1927). À mi-chemin entre classicisme et simplicité apparaît en 1961 une autre des grandes créations de Stempel AG : Helvetica est créée à partir de la fonte Haas-Grotesk de Max Miedinger, et connaîtra une diffusion mondiale.
Jan Tschichold réalise en 1967 ce que beaucoup considèrent comme une forme épurée du Garamond : la police Sabon. C'est, à vrai dire, le résultat d'une collaboration entre les ateliers Stempel, Linotype et Monotype, car les imprimeurs allemands désiraient disposer d'une police pouvant être utilisée aussi bien sur une Linotype que sur une Monotype.
L'année 1968 marque un tournant technologique : cette année-là, on effectue les premiers clichés de fontes pour la photocomposeuse Linotype, démarche qui annonce le déclin des fontes métal. La police scripte Present (1974) sera l'ultime création de Stempel. Au cours des années 1980, l'essor de la composition digitale fait s'effondrer le marché des polices matérielles. En 1985, l'actionnaire majoritaire, Linotype GmbH décide la fermeture des ateliers. En 1986, les machines et la fonderie de Francfort sont expédiées à Darmstadt où elles rejoignent les collections du musée des Techniques de l'imprimerie (Haus für Industriekultur). La commercialisation des fontes existantes est reprise par la filiale D. Stempel GmbH. La commercialisation de polices digitalisées est l'affaire de Linotype GmbH, basée à Bad Homburg.

## Caractères
La fonderie produit d’abord un grand nombre de polices classiques sans véritable originalité. En 1925 paraissent les Stempel Garamond.
Dans les années 1950, le grand créateur de caractères Hermann Zapf rejoint la société Stempel et réalise les polices Palatino, Gilgengart (1950), Virtuosa, Melior (1952), Saphir (1953), Optima (1958). En 1961, Stempel reprend la production de la fonderie Haas, dont la Haas-Grotesk de Max Miedinger, qui est renommée Helvetica et connaît le succès international.
En 1967, c’est Jan Tschichold qui donne un autre grand caractère, le Sabon.

Quelques polices célèbres des ateliers Stempel
Palatino.
Optima.
Helvetica.
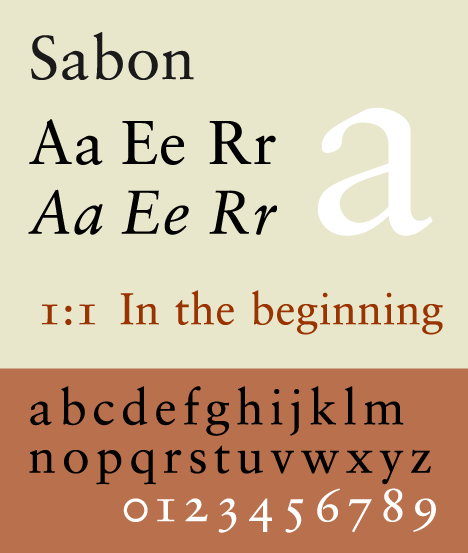
Sabon.
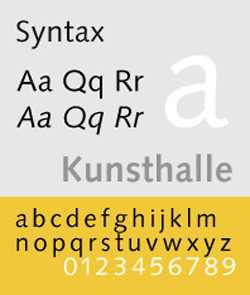
Syntax.